# (778) Theobalda
(778) Theobalda ist ein Asteroid des Hauptgürtels, der am 25. Januar 1914 vom deutschen Astronomen Franz Kaiser in Heidelberg entdeckt wurde.
Der Asteroid ist nach dem Vater des Entdeckers, Theobald Kaiser, benannt worden.